# مرینال سن
مرینال سن (انگلیسی: Mrinal Sen؛ زادهٔ ۱۴ مهٔ ۱۹۲۳ - ۳۰ دسامبر ۲۰۱۸) کارگردان، سیاست‌مدار و فیلم‌نامه‌نویس اهل کشور هند است.

## جوایز
وی تاکنون برندهٔ جوایز ملی و بین‌المللی بسیاری از جشنواره‌های مختلف از جمله جشنواره فیلم مسکو و برلین شده‌است.